# Glypta depressa
Glypta depressa là một loài tò vò trong họ Ichneumonidae.